# Inna Jevgenyjevna Szuszlina
Inna Jevgenyevna Szuszlina, (oroszul: Инна Евгеньевна Суслина; Taskent, 1979. január 5.) orosz kézilabdázó, jelenleg a Zvezda Zvenyigorod játékosa. Posztja kapus. A 2008. évi nyári olimpiai játékokon ezüstérmet nyert az orosz válogatottal, melyben általában ő volt a kezdőkapus.